# Sajna
Die Sajna (deutsch Zaine) ist ein linker Zufluss der Guber in der polnischen Woiwodschaft Ermland-Masuren.

## Name
Die Sajna wurde erstmals im Jahr 1254 („an das Zainfliess“) schriftlich erwähnt. Der Name ist altpreußischen Ursprungs und dürfte mit der indogermanischen Wortwurzel *sei-, *soi- „tröpfeln, rinnen, feucht“ in Verbindung stehen.

## Geografie
Der 50,6 km lange Fluss entspringt in dem See Jezioro Widryńskie bei dem Dorf Widryny (Widrinnen) in der Gmina Reszel (Rößel), fließt zunächst nach Westen in den See Jezioro Legińskie (Legiener See) generell nördlicher Richtung an dem Eisenbahnknotenpunkt Korsze (Korschen) vorbei bis zur Mündung in die Guber bei dem Dorf  Sątoczno (Leunenberg) (Gmina Korsze (Korschen)). Das Einzugsgebiet wird mit 500,6 km² angegeben, der Abfluss an der Mündung mit 3 m³/s.